# Église d'Espoonlahti
 (février 2024).
L'église d'Espoonlahti (finnois : Espoonlahden kirkko) est une église situé dans le quartier d'Espoonlahti à Espoo en Finlande.

## Description
L'église de style moderne est construite en 1980 sur les plans de  Timo et Tuomo Suomalainen elle est agrandie en 1997.
Les matériaux de construction principaux sont le béton, le cuivre et des rochers extraits sur place.
Certaines parties de l'église sont à une profondeur d'un mètre dans la roche.
La nef est polygonale et elle est orientée afin que le soleil éclaire l'autel pendant la messe.

## Galerie

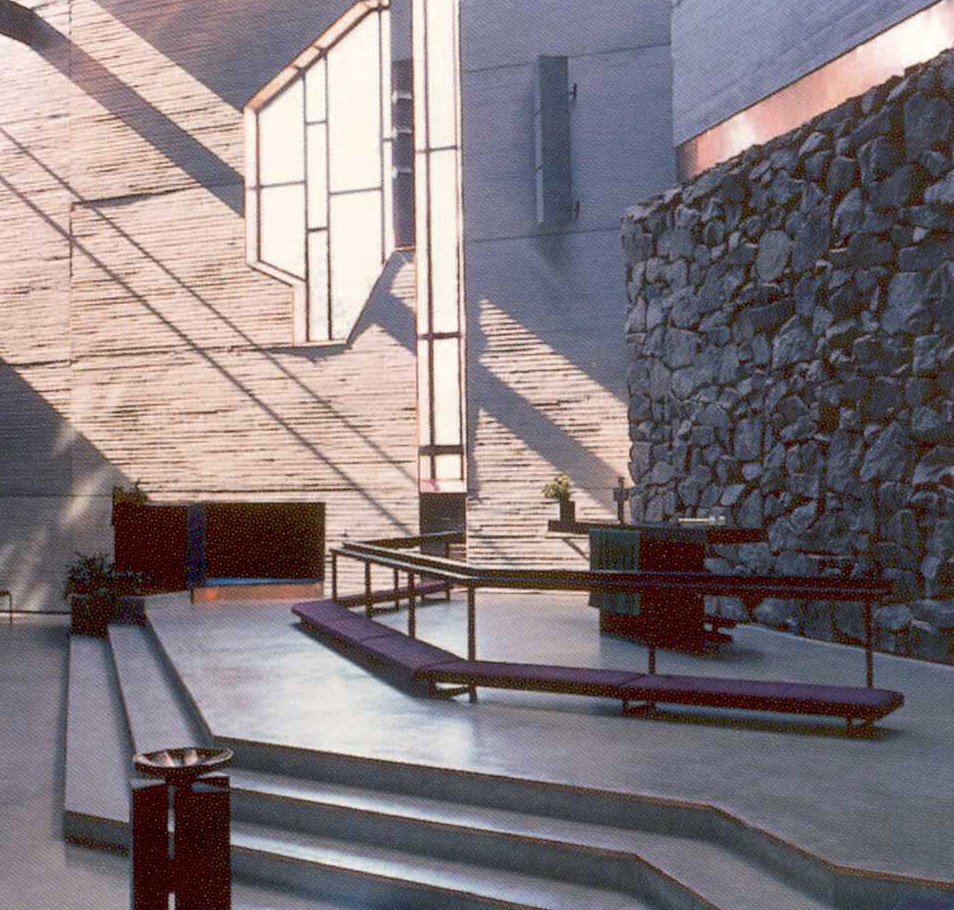
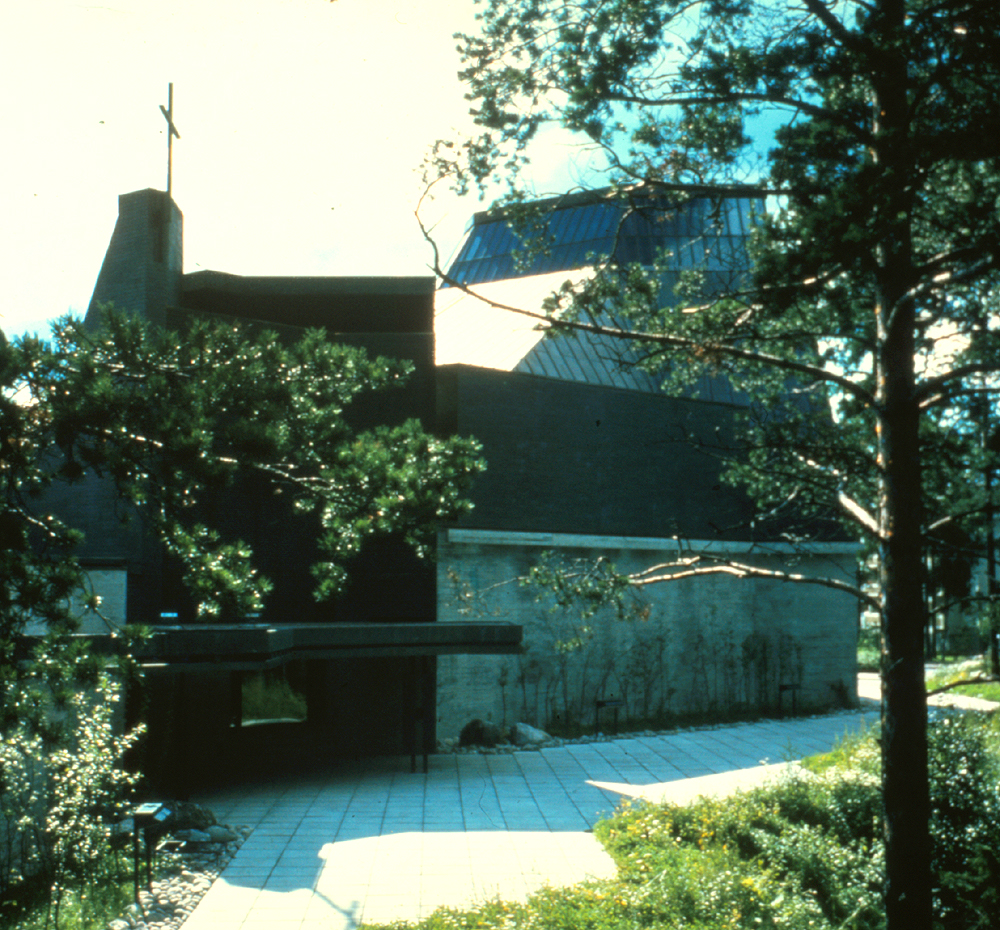